# Charles Edge
Charles "Razor" Edge (Hamtramck, Míchigan, 23 de febrero de 1950) es un exjugador de baloncesto estadounidense que disputó dos temporadas en la ABA. Con 1,98 metros de estatura, jugaba en la posición de alero.

## Trayectoria deportiva

### Universidad
Jugó durante su etapa universitaria con los Magicians del LeMoyne-Owen College, de la División II de la NCAA, siendo junto a Jerry Dover y David Gaines uno de los tres únicos jugadores salidos del college afroamericano en llegar a jugar en las principales ligas profesionales estadounidenses, siendo el único que tuvo continuidad.

### Profesional
Fue elegido en el puesto 173 del Draft de la NBA de 1973 por New York Knicks aunque el año anterior ya había sido elegido por Phoenix Suns y por los Pittsburgh Condors en el draft de la ABA, equipo que cedió sus derechos a los Memphis Tams, con quienes fichó finalmente al año siguiente.
En su primera temporada como profesional promedió 9,6 puntos y 8,2 rebotes por partido. Al término de la misma fue traspasado a los Indiana Pacers a cambio de Mel Daniels y Freddie Lewis. Allí jugó una temporada en la que alcanzaron las finales en las que cayeron ante Kentucky Colonels. Edge colaboró con 5,9 puntos y 4,4 rebotes por partido.
Al término de la temporada fue traspasado a los Utah Stars, pero finalmente fue descartado.

## Estadísticas de su carrera en la ABA

### Temporada regular
| Temporada | Edad | Equipo         | Liga | Pos. | P   | TIT | MIN  | TC  | TCA | %TC  | 3P  | 3PA | %3P  | 2P  | 2PA | %2P  | TL  | TLA | %TL  | R.OF. | R.DEF. | REB | ASIS | ROB | TAP | PER | FP  | PTS |
| 1973-74   | 23   | Memphis Tams   | ABA  | SF   | 78  |     | 25.0 | 4.0 | 8.0 | .500 | 0.0 | 0.0 | .000 | 4.0 | 8.0 | .501 | 1.6 | 2.3 | .681 | 3.2   | 5.0    | 8.2 | 0.9  | 0.8 | 0.9 | 1.7 | 1.8 | 9.6 |
| 1974-75   | 24   | Indiana Pacers | ABA  | SF   | 77  |     | 14.8 | 2.5 | 5.0 | .505 | 0.0 | 0.0 | .000 | 2.5 | 5.0 | .509 | 0.8 | 1.5 | .553 | 2.1   | 2.3    | 4.4 | 0.5  | 0.7 | 0.5 | 1.1 | 1.3 | 5.9 |
| Total     |      |                | ABA  |      | 155 |     | 19.9 | 3.3 | 6.5 | .502 | 0.0 | 0.0 | .000 | 3.3 | 6.5 | .504 | 1.2 | 1.9 | .632 | 2.7   | 3.7    | 6.3 | 0.7  | 0.8 | 0.7 | 1.4 | 1.5 | 7.7 |

### Playoffs
| Temporada | Edad | Equipo         | Liga | Pos. | P | TIT | MIN | TC  | TCA | %TC  | 3P  | 3PA | %3P | 2P  | 2PA | %2P  | TL  | TLA | %TL | R.OF. | R.DEF. | REB | ASIS | ROB | TAP | PER | FP  | PTS |
| 1974-75   | 24   | Indiana Pacers | ABA  | SF   | 7 |     | 6.0 | 0.3 | 1.1 | .250 | 0.0 | 0.0 |     | 0.3 | 1.1 | .250 | 0.0 | 0.0 |     | 0.6   | 0.7    | 1.3 | 0.3  | 0.0 | 0.0 | 0.7 | 0.9 | 0.6 |
| Total     |      |                | ABA  |      | 7 |     | 6.0 | 0.3 | 1.1 | .250 | 0.0 | 0.0 |     | 0.3 | 1.1 | .250 | 0.0 | 0.0 |     | 0.6   | 0.7    | 1.3 | 0.3  | 0.0 | 0.0 | 0.7 | 0.9 | 0.6 |